# Cynodontosuchus
Cynodontosuchus é um gênero extinto de mesoeucrocodiliano baurussuquídeo. Fósseis foram encontrados na Argentina, de idade do Cretáceo Superior, da formação Bajo de la Carpa [en] (datando do Santoniano), da formação Pichi Picun Leufu (datando do Coniaciano e Santoniano) e da formação Santa Lucía [en] do Tiupampano [en] da Bolívia.

## Descrição
Cynodontosuchus foi o primeiro sebecossúquio [en] não cenozoico a ser descrito, sendo atribuído à subordem em 1896 por Arthur Smith Woodward. Foi descrito com base em um focinho incompleto e mandíbula inferior articulada. A presença de um grande segundo dente maxilar em forma de sabre e um diastema entre a maxila e a pré-maxila que abria espaço para um grande dente mandibular sugere que Cynodontosuchus é um membro da família Baurusuchidae. Foi proposto várias vezes que o gênero é um sinônimo sênior de Baurusuchus. No entanto, ele difere de Baurusuchus pelo fato de seu rostro ser menos profundo e ter cinco dentes maxilares.